# Zooid

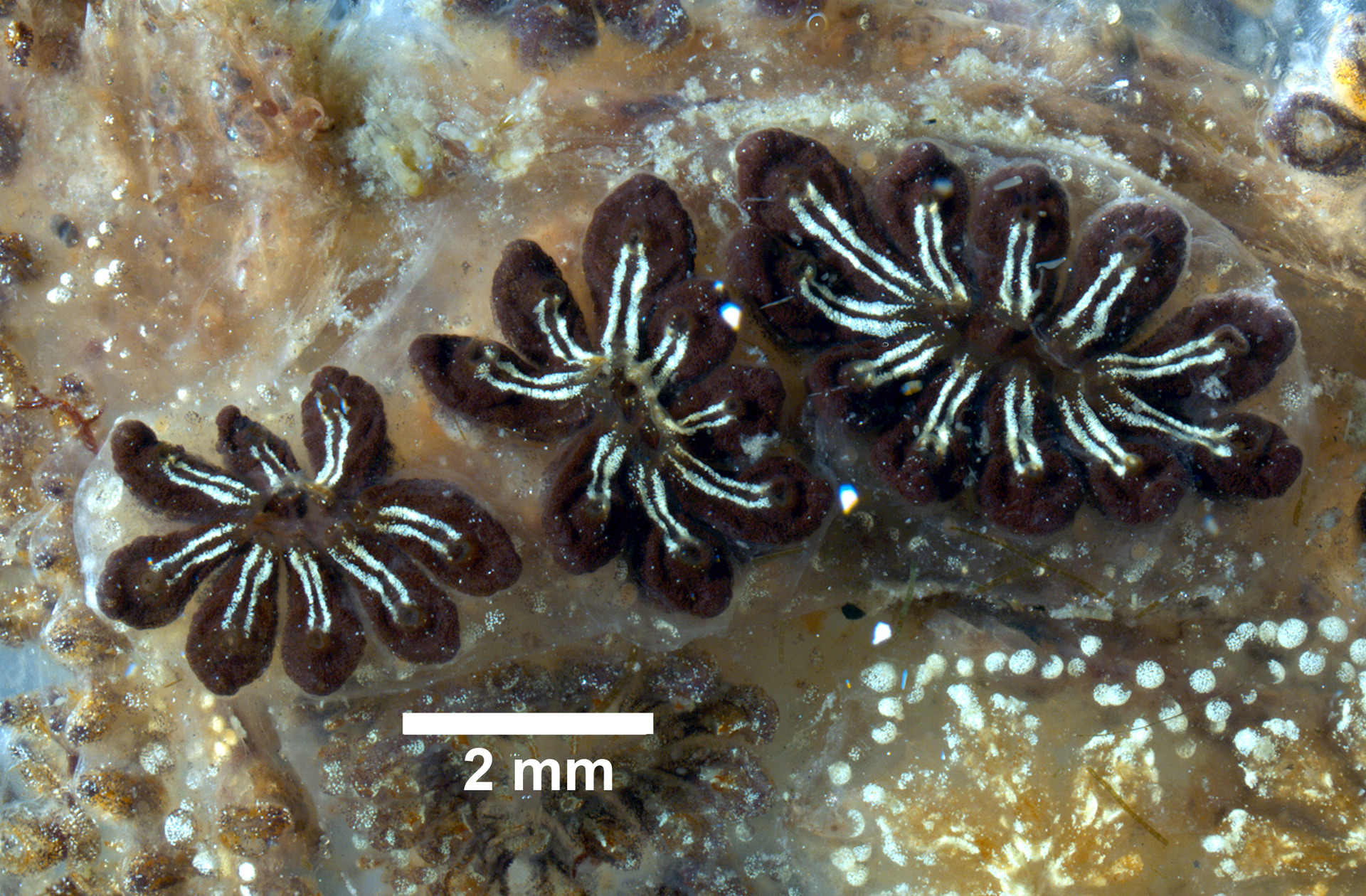
Drei Kolonien des Manteltiers Botryllus schlosseri mit jeweils acht bis elf Zooiden.

Als Zooide werden Einzeltiere kolonial lebender Tiere bezeichnet. Das Gründungsindividuum einer Kolonie wird als Oozooid bezeichnet.
Bei verschiedenen Nesseltieren (Cnidaria), den Catenuliden Plattwürmern oder den Kelchwürmern (Ectroprocta) sind die einzelnen Zooide miteinander verwachsen.
Bei den Moostierchen (Bryozoa) und  den Flügelkiemern (Pterobranchia) befinden sich die Zooide innerhalb einer Wohnröhre (extrazooidales Skelett, Zooecium), die die verbindende Struktur der Kolonie darstellt. 
Beim Manteltier (Tunicat) Botryllus schlosseri leben die Zooide in einer gemeinsamen extrazellulären Matrix, der Tunica, und sind durch ein ringförmiges Blutgefäß miteinander verbunden, welches außerhalb der Tierkörper verläuft.